# 1305

## Esdeveniments
Països Catalans
- 4 d'abril - En Roger de Flor, cap dels Almogàvers, és assassinat a traïció a Adrianòpolis. Comença la Venjança Catalana a Orient.
- 5 de juny - Climent V, elegit Papa.
- En 1305 es fon la campana Caterina, de la Catedral de València, la més antiga encara en ús de la Corona d'Aragó.

Resta del món

## Naixements
Països Catalans
Resta del món
- Japó: Ashikaga Takauji, dissetè shogun

## Necrològiques
- 19 de gener - València: Roger de Llúria, almirall de la flota catalana (n. 1250).

Resta del món
- 4 d'abril, Adrianòpolis, Imperi Romà d'Orient: Roger de Flor, cap dels almogàvers, és assassinat a traïció per ordre d'Andrònic II, la qual cosa provoca l'anomenada Venjança Catalana a l'Imperi Romà d'Orient (n. 1268).[1]

- 23 d'agost, Londres (Anglaterra): William Wallace, heroi escocès (n. 1270).[2]